# فرهنگ البسه مسلمانان
فرهنگ البسه مسلمانان کتابی از راینهارت پیتر آن دزی با ترجمهٔ حسینعلی هروی است که در سال ۱۳۴۵ منتشر و برندهٔ جایزه کتاب سال سلطنتی شد.